# Václav Melzer
Václav Melzer (Wilkischen bij Mies, 26 augustus 1878 - 1 mei 1968) was een Boheemse, Tsjechoslowaakse botanicus en mycoloog. Melzer's wetenschappelijke werk was voornamelijk gewijd aan Russula, waarin hij de eerste Tsjechische monografie van dit basidiomyceten-geslacht publiceerde. Zijn ontdekkingen in dit geslacht omvatten de Russula sardonia-variëteit mellini, beschreven in 1927, en Russula helodes in 1929, gebaseerd op collecties uit het Soběslav-gebied. De mycoloog Josef Velenovský noemde de boleetsoort Boletus melzeri ter ere van hem in 1922, die aanvankelijk in 1920 door Melzer in Čechtice werd verzameld. Andere taxa die naar Melzer zijn vernoemd, zijn onder meer de soort Lentinus melzeri, Russula melzeri en Russula lilacea var. melzeriana (nu Russula melzeriana); de genera Melzericium en Melzerodontia werden ook naar hem vernoemd. Hij staat in de mycologie bekend om de ontwikkeling van de kleuroplossing Melzers reagens, die hij in 1924 ontwikkelde als een modificatie van een oudere jodiumoplossing die chloorhydraat bevatte, ontwikkeld door de botanicus Arthur Meyer. In Russula, het geslacht waarin Melzer zich specialiseerde, is de amyloïde reactie van de basidiospore-ornamentatie of de gehele spore van grote taxonomische betekenis.